# Il piccolo re (storia a fumetti)
Il piccolo re è la quattordicesima storia a fumetti di Valentina, celebre personaggio creato da Guido Crepax. La storia continua direttamente la precedente Annette e, come quest'ultima, è stata pubblicata unendo episodi più brevi (Il piccolo e Salve, regina!) pubblicati in precedenza su linus

## Trama

### Il piccolo re
Alla cerimonia delle Sotterranee, Mattia è proclamato re dopo una parto simulato di Valentina. Philip irrompe, svelando l'inganno di Baba Yaga; scoppia una lotta caotica tra la strega, Valentina e la Madre Superiora. Vengono interrotti dagli Uomini di Ferro (già citati in Annette come acerrimi nemici dei Sotterranei), che li catturano con una rete, trasportandoli più in profondità.

### Salve, regina!
Le donne Sotterranee vengono separate, mentre Valentina, Philip e Mattia vengono immobilizzati da una sostanza collosa. Philip scopre l'inefficacia dei suoi poteri contro gli Uomini di Ferro e viene costretto, con altri Sotterranei, ai lavori forzati per estrarre ferro. Valentina apprende che le donne Sotterranee sono invece usate per la riproduzione dagli Uomini di Ferro. Baba Yaga rivela di aver manipolato gli uomini di ferro per rovesciare la leadership della Madre Superiora. Mentre le altre donne sono attaccate da una creatura simile a un drago, Baba Yaga salva Valentina.
Valentina però non si lascia più manipolare e ribellandosi strangola Baba Yaga, costringendola a liberare Philip. La minacciano per ottenere indicazioni per la fuga e, attraverso un groviglio di tubi, emergono nudi nel giardino di Baba Yaga. La casa, così come la strega, è scomparsa. Trovano tre manichini che li raffigurano e ne prendono i vestiti per tornare a casa.

## Personaggi

### Valentina Rosselli
Nel capitolo finale della tetralogia di Baba Yaga, Valentina trova finalmente la forza di ribellarsi e di liberarsi dall'influenza della strega.

### Philip Rembrandt
Philip, conoscendo la lingua sotterranea, riesce a smascherare l'inganno di Baba Yaga agli occhi delle Sotterranee.

### Baba Yaga
In questo episodio Baba Yaga rivela che la sottomissione di Valentina fosse parte di un progetto  più articolato per vincere una lotta per il potere con la Madre Superiora. Alla fine della vicenda non è chiaro quale sia il suo destino: durante la caotica fuga verso la superficie insegue Valentina, Philip e Mattia fino a scomparire quando i tre riemergono in superficie.

### Uomini di Ferro
Esseri misteriosi che compaiono esclusivamente in questo episodio. Sono nemici dei Sotterranei e vivono ancora più in profondità, compiendo incursioni contro di loro per rapire le donne (che usano per riprodursi) e gli uomini (per sottoporli a lavori forzati per estrarre il ferro di cui si nutrono). Non parlano e sono immuni ai poteri medianici dei Sotterranei.

## Pubblicazioni
- linus settembre/dicembre 1972[1][2][3]
- Milano Libri (Valentina nella stufa) maggio 1973
- RCS (Volume 5) 2007
- Mondadori (Volume 26) 2015
- Feltrinelli (Chi ha paura di Baba Yaga?) 2025